# Platynectes weiri
Platynectes weiri is een keversoort uit de familie waterroofkevers (Dytiscidae). De wetenschappelijke naam van de soort werd voor het eerst geldig gepubliceerd in 2014 door Hendrich en Šťastný. De soort komt alleen voor in Australië.